# Georgi Berkov
Georgi Berkov (en bulgare : Георги Берков), né le 27 octobre 1926 à Sofia et mort le 5 septembre 1995 dans la même ville, est un footballeur et entraîneur bulgare. Il évoluait au poste d'attaquant.

## Biographie

### Carrière de joueur
Georgi Berkov est joueur du Lokomotiv Sofia de 1951 à 1956.

### Carrière d'entraîneur
Après avoir raccroché les crampons, Georgi Berkov poursuit une carrière d'entraîneur. Il entraîne notamment le Lokomotiv Sofia qu'il emmène au titre de champion national en 1964,,.
Il entraîne l'équipe de Bulgarie médaillée d'argent aux Jeux olympiques 1968,.
Il dirige aussi l'équipe A de Bulgarie en 1968 et en 1972.

## Palmarès
| Palmarès de joueur En club Lokomotiv Sofia Coupe de Bulgarie ( 1 ) : Vainqueur : 1953 .                                |  | \| En club Lokomotiv Sofia - Championnat de Bulgarie (1) : - Champion : 1963-64. - Coupe de Bulgarie (1) : - Vainqueur : 1981-82. \| \| En sélection Bulgarie - Jeux olympiques : - Argent : 1968. \| |
| Lokomotiv Sofia - Championnat de Bulgarie (1) : - Champion : 1963-64. - Coupe de Bulgarie (1) : - Vainqueur : 1981-82. |  | Bulgarie - Jeux olympiques : - Argent : 1968. |